# アルフォンス2世 (プロヴァンス伯)
アルフォンス2世（Alphonse II, 1174年 - 1209年12月1日）は、プロヴァンス伯（在位：1185年 - 1209年）。アラゴン王アルフォンソ2世の次男。
プロヴァンス伯は、レーモン・ベランジェ3世の死後、甥のアラゴン王アルフォンソ2世がアルフォンス1世として継承した後、1185年にその息子のアルフォンスが継承した。
1193年にガルザンド・ド・フォルカルキエ (Garsende de Forcalquier) と結婚し、レーモン・ベランジェ4世、ガルザンドの1男1女をもうけた。